# Różyce (powiat zgierski)
Różyce – wieś w Polsce położona w województwie łódzkim, w powiecie zgierskim, w gminie Parzęczew.
W latach 1975–1998 miejscowość należała administracyjnie do ówczesnego województwa łódzkiego.
Zobacz też: Różyce, Różyce Żmijowe